# Orophus mexicanus
Orophus mexicanus är en insektsart som först beskrevs av Henri Saussure 1859.  Orophus mexicanus ingår i släktet Orophus och familjen vårtbitare. Inga underarter finns listade i Catalogue of Life.